# Bouglainval
Bouglainval ist eine französische Gemeinde im Département Eure-et-Loir in der Region Centre-Val de Loire. Die 737 Einwohner (Stand 1. Januar 2022) werden Valbourgeois(es) genannt.

## Geografie
Bouglainval liegt 14 Kilometer nordöstlich von Chartres und 5,8 Kilometer westlich von Maintenon. Die Lage in einem Tal war namensgebend für den Ort, Bouglainval entstand aus bourg dans la vallée (Marktflecken im Tal). Der Weiler Théléville gehört zur Gemeinde, liegt jedoch näher an Berchères-la-Maingot, einem Teil von Berchères-Saint-Germain. Théléville liegt am Canal de l’Eure (Kanal der Eure), der während der Herrschaft Ludwig XIV. (1638–1715) von Sébastien Le Prestre de Vauban gebaut wurde, um Versailles mit Wasser zu versorgen.

## Geschichte
Bouglainval wurde im 13. Jahrhundert zum ersten Mal als Seigneurie erwähnt. Die Kirche Saint-Martin, die aus dem 11. Jahrhundert stammt, wurde während der Hugenottenkriege (1562 bis 1598) zerstört, und danach wieder aufgebaut.
Die rue des Tirailleurs (Straße der Scharfschützen) erinnert an elf Soldaten des 26. Bataillons der Tirailleurs sénégalais, die dort am 16. Juni 1940 umkamen, als sie versuchten die voranrückende deutsche Armee zu verlangsamen. Tirailleur bezeichnete in Frankreich im Ersten und Zweiten Weltkrieg Soldaten der Leichten Infanterie, die in französischen Kolonien rekrutiert worden waren.

## Wirtschaft
Das Bild der Gemeinde wird von Wald und Äckern geprägt. Es wird vor allem Getreide angebaut und Geflügel gezüchtet.
|  |  |  |